# Шмигельський Орест Володимирович
Орест Володимирович Шмигельський (нар. 13 квітня 1969) — колишній український футбольний суддя. Арбітр першої категорії, судив у Прем'єр-лізі.

## Кар'єра
Обслуговував місцеві змагання любителів з 1995 року, аматорів України — з 1996 року. Арбітр другої ліги з 1998, першої ліги з 2000 року. З 2002 року судив у найвищій лізі України. Представляє місто Львів.
Одружений, має доньку. Захоплення: риболовля.

## Статистика сезонів в елітному дивізіоні
Дані з урахуванням сезону 2009/10
І — ігри, Ж — жовті картки, Ч — червоні картки, П — призначені пенальті
| Сезон   | І  | Ж  | Ч | П |
| ------- | -- | -- | - | - |
| 2005/06 | 3  | 11 | - | 1 |
| 2006/07 | 7  | 39 | 1 | - |
| 2007/08 | 15 | 55 | - | 8 |
| 2008/09 | 7  | 15 | - | - |
| 2009/10 | 15 | 55 | 2 | 4 |